# Dark Storm
Dark Storm es el tercer EP grabado y lanzado por la banda de indie rock australiana The Jezabels. Fue lanzado de forma independiente el 1 de octubre de 2010 a través de MGM Distribution.
El EP debutó en el n.º 1 en la lista de álbumes de iTunes australiana en septiembre de 2010 y se mantuvo en el top 10 durante todo octubre de 2010.
El sencillo «Mace Spray» entró en el número 16 en Triple J Hottest 100 de 2010.

## Lista de canciones
Todas las canciones escritas por Hayley Mary, Heather Shannon, Sam Lockwood, y Nik Kaloper

| N.º | Título           | Duración |  |
| 1.  | «Dark Storm»     | 4:52     |  |
| 2.  | «Mace Spray»     | 5:07     |  |
| 3.  | «Sahara Mahala»  | 5:03     |  |
| 4.  | «A Little Piece» | 4:15     |  |
| 5.  | «She's so Hard»  | 4:33     |  |